# Wolfenstein: The New Order
Wolfenstein: The New Order (Вулфенштајн: Нови поредак) је пуцачина из првог лица са елементима авантуре, на чијем је развоју радио MachineGames студио из Шведске, а коју је објавио Bethesda Softworks. Пуштен је у продају 20. маја 2014. и то за Microsoft Windows, Xbox 360, PlayStation 3 и PlayStation 4. Нови поредак представља девети наставак Wolfenstein серијала. Игру покреће id Tech 5 енџин који је развио id Software и који је већ коришћен у игри Rage.